# فیلم‌خبری
فیلم‌خبری نوعی فیلم مستند کوتاه است که شامل داستان‌های خبری و آیتم‌هایی از موضوع روز است که بین دهه ۱۹۱۰ تا اواسط دهه ۱۹۷۰ رواج داشت. فیلم‌های‌خبری که معمولاً در سینما نمایش داده می‌شد، منبعی از رویدادها، اطلاعات و سرگرمی برای میلیون‌ها نفر از تماشاگران سینما بود. فیلم‌های‌خبری معمولاً قبل از یک فیلم بلند سینمایی نمایش داده می‌شدند، اما در دهه‌های ۱۹۳۰ و ۱۹۴۰ در بسیاری از شهرهای بزرگ، سینماهای مخصوص نمایش فیلم‌خبری نیز وجود داشت، و برخی از سینماها در شهرهای بزرگ همچنین یک سالن نمایش کوچک‌تر داشتند که در آن فیلم‌های‌خبری همواره در طول روز نمایش داده می‌شد.
در پایان دهه ۱۹۶۰ پخش اخبار تلویزیونی جایگزین این فرمت شد. فیلم‌های‌خبری، اسناد تاریخی مهمی محسوب می‌شوند زیرا اغلب تنها سند شنیداری دیداری از رویدادهای فرهنگی خاص هستند.

## تاریخچه

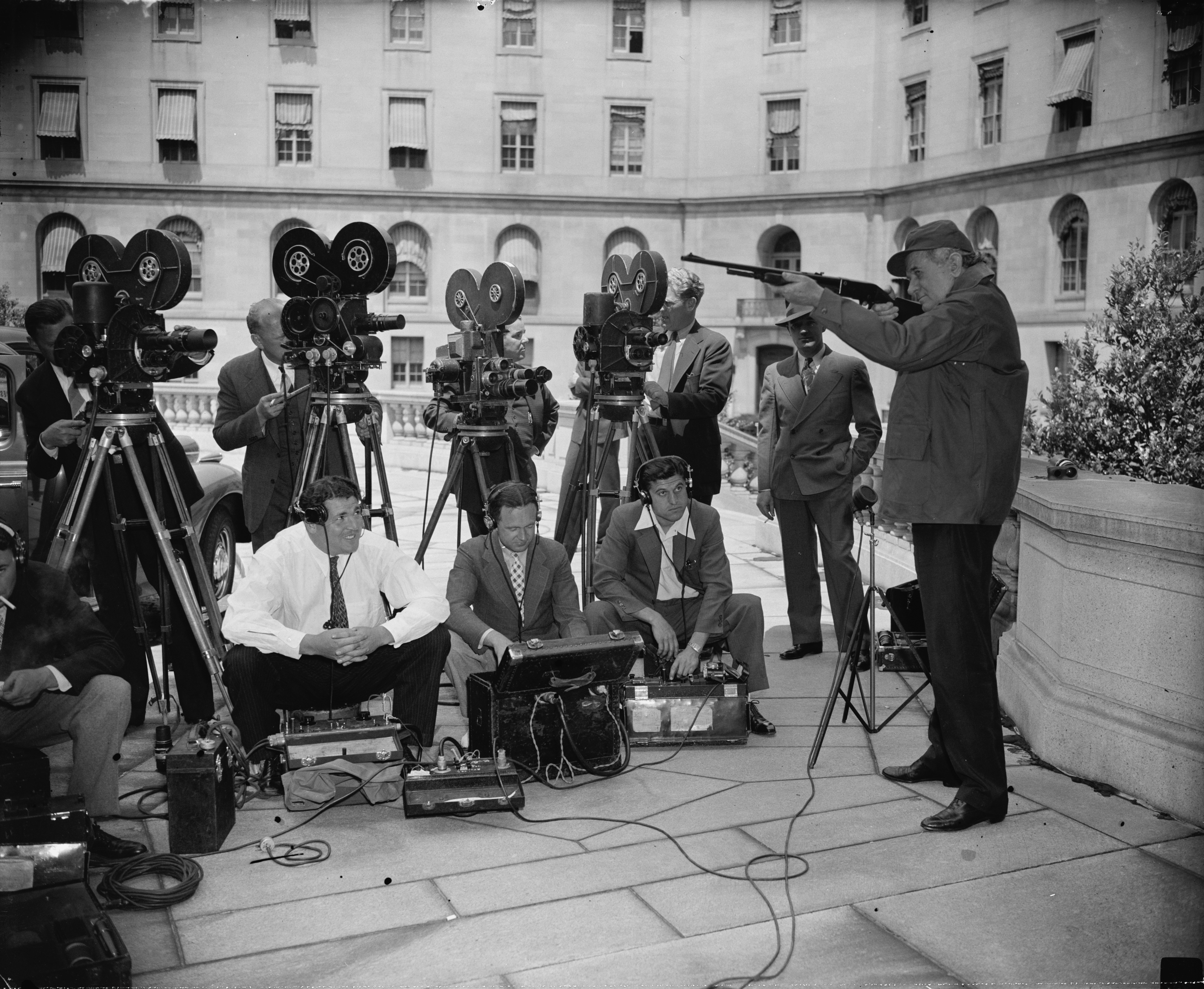
فیلمبرداران خبری، واشینگتن، دی.سی.، ۱۹۳۸

از اواخر قرن نوزدهم، فیلم‌های خبری صامت در سینماها به نمایش گذاشته شد. در سال ۱۹۰۹، شرکت فیلم‌سازی پَته شروع به تولید فیلم‌های‌خبری هفتگی در اروپا کرد. شرکت پَته در سال ۱۹۱۰ برای بریتانیا و در سال ۱۹۱۱ برای ایالات متحده آمریکا، مبادرت به تولید فیلم‌های‌خبری کرد.فیلم‌های خبری از دوران فیلم صامت تا دهه ۱۹۶۰ که پخش اخبار تلویزیون به‌طور کامل جایگزین این فرمت شد، جزء اصلی کلیشه‌ای برنامه‌ها در کشورهای آمریکای شمالی، بریتانیا و  کشورهای مشترک‌المنافع (به ویژه کانادا، استرالیا و نیوزیلند) بودند و کاملاً در فهرست برنامه‌های سینمای اروپا قرار داشتند.
اولین سینمای خبری (news cinema) که به‌طور رسمی در بریتانیا تنها به نمایش فیلم‌های خبری پرداخت، دیلی بایوسکوپ نام داشت که در روز ۲۳ مه ۱۹۰۹ در لندن افتتاح شد.  در سال ۱۹۲۹، ویلیام فاکس سینمای امبسی را خریداری کرد.  او برنامه پخش برنامه سینما را که روزی دو بار نمایش فیلم و برای هر سانس، قیمت بلیط دو دلار بود به ۲۵ سنت برای هر سانس پخش برنامه فیلم‌خبری تغییر داد، ایده و تاسیس اولین سینما در ایالات متحده که تنها مختص به نمایش فیلم‌خبری بود چنان موفقیتی به دست آورد که فاکس و حامیان او اعلام کردند زنجیره‌ای از سینماهای مختص نمایش فیلم‌خبری را در سراسر کشور راه‌اندازی خواهند کرد. اغلب در کنار نمایش فیلم‌خبری، کارتون یا فیلم کوتاه هم به نمایش گذاشته می‌شد.
در طی جنگ جهانی اول، کشورهای بزرگ از جدیدترین فناوری‌ها برای گسترش تبلیغات سیاسی جهت مخاطبان داخلی استفاده کردند. هر کشور از فیلم‌های‌خبری که به دقت تدوین شده بود برای تلفیق گزارش‌های خبری مستقیم و تبلیغات سیاسی، استفاده می‌کرد.

## اخبار تلویزیون
در سال ۱۹۳۶ که شبکه سرویس تلویزیون بی‌بی‌سی در بریتانیا راه اندازی شد به مدت چند سال (به جز وقفه‌ای که طی جنگ جهانی دوم پیش آمد) مبادرت به پخش فیلم‌های خبری بریتیش مووی‌تون و گومون بریتیش کرد، تا اینکه در سال ۱۹۴۸ این شبکه برنامه فیلم‌خبری مختص به خود با عنوان تلویژن نیوزریل را راه‌اندازی کرد و این امر تا ماه ژوئیه ۱۹۵۴ ادامه یافت و در این سال نیوز و نیوزریل جایگزین آن شد.
در نیوزیلند، ویکلی ریویو «مجموعه فیلم اصلی تولیدی در دهه ۱۹۴۰» بود. در این کشور پخش اخبار تلویزیون در سال ۱۹۶۰ شروع شد که با بخش کوتاهی از فیلم‌خبری همراه بود.

## پایان
شرکت‌های تولیدکننده فیلم‌خبری، فیلم‌های تولیدی خود را دیگر در اختیار شرکت‌های تلویزیونی قرار ندادند و شرکت‌های تلویزیونی این کار آنها را با فرستادن گروه فیلمبرداری خود برای فیلمبرداری از رویدادهای خبری تلافی کردند. فیلم‌های‌خبری تولیدی به خاطر پخش اخبار شبانه تلویزیون دیگر مخاطبی نداشت و منجر به نابودی آنها شد، پیشرفت‌های تکنولوژیکی همچون گردآوری خبر به صورت الکترونیکی برای اخبار تلویزیون که در دهه ۱۹۷۰ مرسوم شد به دوران فیلم‌خبری پایان داد.
سینماهای فیلم‌خبری یا تعطیل شدند یا به سمت نمایش کارتون و فیلم‌های کوتاه روی آوردند که یکی از آنها سینمای خبری ویکتوریا لندن بود که بعد به سینما کارتون تبدیل شد، این سینما در سال ۱۹۳۳ افتتاح و در ۱۹۸۱ تعطیل شد.
آخرین فیلم‌خبری آمریکایی در روز ۲۶ دسامبر ۱۹۶۷، یک روز بعد از کریسمس به نمایش گذاشته شد. با وجود این، برخی کشورها همچون کوبا، ژاپن، اسپانیا و ایتالیا تا دهه ۱۹۸۰ و ۱۹۹۰ به تولید فیلم‌خبری ادامه دادند.

## بازنگری
یک فیلم استرالیایی با عنوان ستون خبری تولید و در سال ۱۹۷۸ به نمایش درآمد که داستان آن در مورد فیلمبرداران و تهیه‌کنندگان فیلم‌های خبری بود.
مستند ایرلندی محصول سال ۲۰۱۶ با عنوان «ایرلند در فیلم‌های خبری» به دوران فیلم‌خبری در ایرلند پرداخت و بیشتر بر شرکت پته نیوز تمرکز داشت و اینکه چگونه این شرکت بریتانیایی، فیلم‌های خبری خود را برای مخاطبان ایرلندی دست‌خوش تغییر قرار داد.